# Christina Oswald
 (novembre 2020).
Si vous disposez d'ouvrages ou d'articles de référence ou si vous connaissez des sites web de qualité traitant du thème abordé ici, merci de compléter l'article en donnant les références utiles à sa vérifiabilité et en les liant à la section « Notes et références ».
Christina Oswald (née le 26 juillet 1973 à Garmisch-Partenkirchen en Allemagne) est une joueuse allemande de hockey sur glace. 

## Carrière
Elle remporte avec l'équipe d'Allemagne de l'Ouest la médaille de bronze au Championnat d'Europe féminin de hockey sur glace 1989. Elle participe également aux Jeux olympiques d'hiver de 2002 et de 2006.
Elle est membre du Temple de la renommée du hockey allemand.